# Emmanuelle (pel·lícula de 2024)
Emmanuelle és una pel·lícula de drama eròtic del 2024 dirigida, coescrita i produïda per Audrey Diwan. Basada en la novel·la de 1967 d'Emmanuelle Arsan, és la vuitena pel·lícula de la sèrie homònima i la quinzena pel·lícula en general, i serveix com a reinvenció de la saga. És protagonitzada per Noémie Merlant com a personatge principal, juntament amb Naomi Watts i Will Sharpe. S'ha subtitulat al català.
La pel·lícula es va estrenar mundialment el 20 de setembre de 2024 al 72è Festival Internacional de Cinema de Sant Sebastià i va arribar als cinemes de França a càrrec de Pathé el 25 de setembre de 2024.
El rodatge principal va començar a París l'octubre de 2023. El rodatge també va tenir lloc a Hong Kong, incloent-hi l'edifici Chungking Mansions, l'escenari principal de Chungking Express (1994) de Wong Kar-wai, que Diwan va escollir a causa del seu profund afecte per la pel·lícula.